# Meridian (treinen)
Meridian was tussen 2013 en 2020 een merknaam voor regionale treinen van de Bayerische Oberlandbahn (BOB), een dochteronderneming van Transdev GmbH, in het zuiden van de Duitse deelstaat Beieren. Nadien reed BOB deze treinen onder de naam BRB.

## Achtergrond

Eerste logo van Meridian

Op 15 april 2010 schreef het Beierse OV-bureau (Bayerische Eisenbahngesellschaft; BEG) de aanbesteding uit van de concessie "E-Netz Rosenheim". Op 9 december 2010 won het toenmalige Veolia Verkehr (later Transdev GmbH) het contract met een looptijd van 12 jaar zou op 15 december 2013 beginnen. Hierdoor werd de dient van de huidige vervoerder DB Regio Bayern (onder de merknaam München-Salzburg-Express) overgenomen. De exploitatie ligt in handen bij Transdev-dochter Bayerische Oberlandbahn. In de dienstregeling rijden de treinen onder de naam Meridian en met de afkorting M.
Op 19 september 2013 werd op station Rosenheim het eerste zesdelige elektrische treinstel van het type FLIRT 3 gepresenteerd.

## Exploitatie
De exploitatie onder de naam Meridian omvatte de volgende lijnen:
- München - Rosenheim - Salzburg;
- München - Rosenheim - Kufstein;
- München - Holzkirchen - Rosenheim.

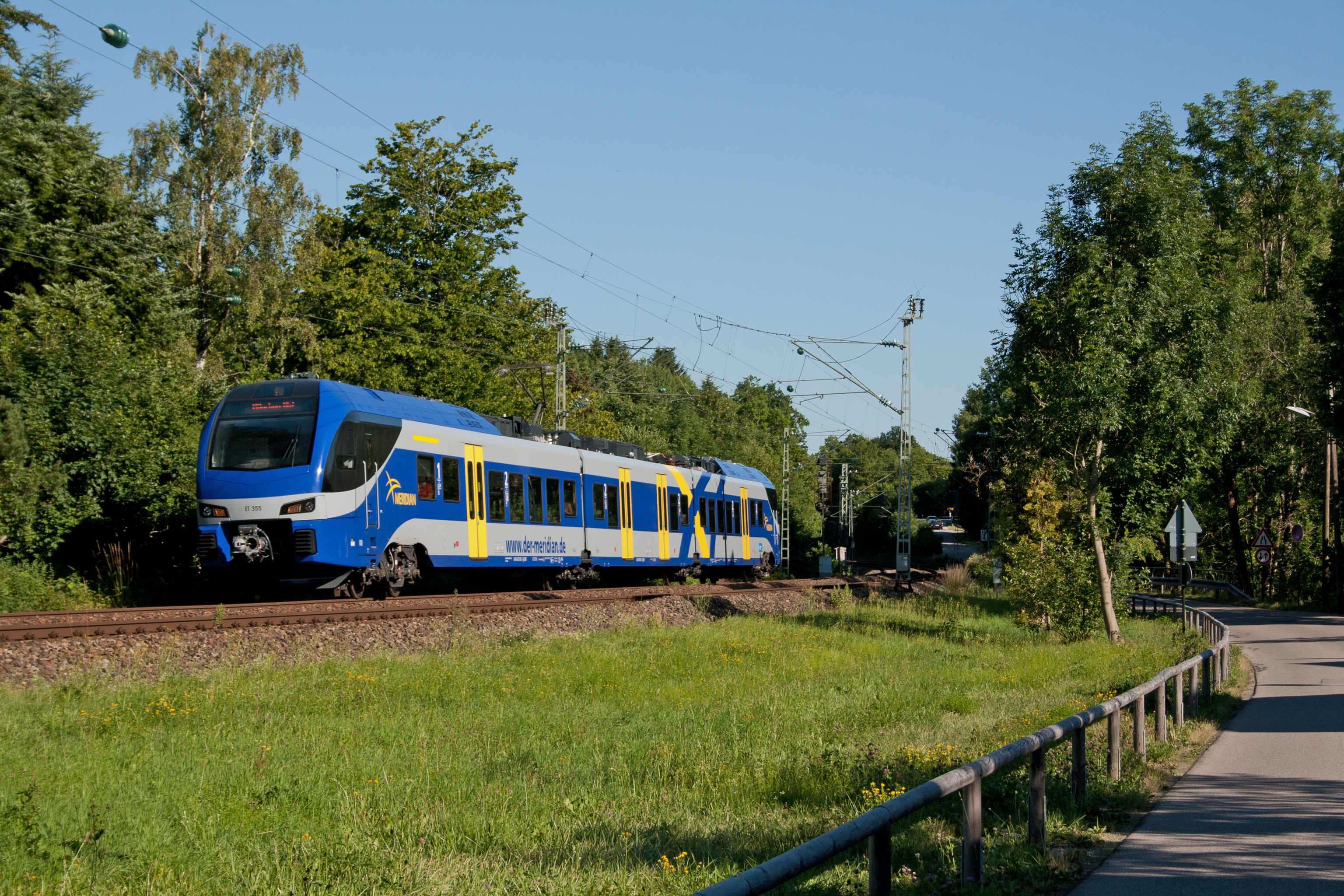
Treinstel op weg van Rosenheim naar Deisenhofen in 2014.

Tussen München Hauptbahnhof en Salzburg Hauptbahnhof rijden de Meridian-treinen elk uur. In totaal duurt de rit ongeveer twee uur. Op deze verbinding wordt regelmatig dubbele zesdelige treinstellen ingezet. In de spits rijdt er een extra treinstel mee tot Rosenheim en soms tot Salzburg (drie treinstellen). Daarnaast rijden er in de spits nog extra verstrekkingstreinen tussen München en Traunstein. Bijna alle treinen rijden zonder stop tussen München-Ost en Rosenheim en bedienen vanaf Rosenheim alle tussengelegen stations. Daarnaast is er in Rosenheim aansluiting op de trein naar Kufstein. Op de dagranden rijden de treinen naar Salzburg en Kufstein gekoppeld tussen München en Rosenheim en stoppen op alle tussengelegen stations.
Tussen München en Kufstein rijdt elk uur een trein, waarbij alle tussengelegen stations tussen Grafing Bahnhof en Rosenheim worden bediend. Op de verbinding worden enkele zesdelige FLIRT 3-treinstellen ingezet. In de spits wordt vaak een tweede treinstel aangekoppeld, waarbij deze vaak tot Rosenheim meegaat. De reistijd bedraagt ongeveer 90 minuten. Zoals hierboven beschreven, wordt aan de dagranden deze verbinding gekoppeld aan de trein München - Salzburg.
Op de voormalige S27 tussen München en Deisenhofen rijden de treinen op werkdagen elk halfuur. Op de Mangfalltalbahn tussen Holzkirchen en Rosenheim bestaat er een uurfrequentie. In de spits wordt de trein München - Deisenhofen elk uur verlengd via Holzkirchen naar Rosenheim, waardoor er op de Mangfalltalbahn een halfuurfrequentie ontstaat. Op de verbinding worden drie- en zesdelige treinstellen ingezet, waarbij de zesdelige treinstellen voornamelijk rijden tussen Rosenheim en Holzkirchen. De driedelige, vaak gekoppeld met zijn tweeën, rijden over de gehele verbinding. De reistijd bedraagt over de gehele lijn van München via Holzkirchen naar Rosenheim ongeveer 90 minuten.
Tijdens de spits en op schooldagen rijden er nog een aantal extra versterkingstreinen, bijvoorbeeld van Prien am Chiemsee via Rosenheim naar Holzkirchen en tussen Holzkirchen en Kufstein.
Op het knooppunt Rosenheim komen elk half uur in een tijdsbestek van tien minuten treinen uit München, Salzburg, Kufstein, Holzkirchen en Wasserburg (Südostbayernbahn) aan, waarbij zonder vertragingen op alle richtingen aansluiting wordt geboden.
Voor het onderhoud en reparaties van de Meridian-treinen (stand november 2015) wordt gebruikgemaakt van het uitgebreide onderhoudscentrum van KSI GmbH & Co. KG in Augsburg. KSI GmbH & Co. KG exploiteert sinds april 2012 aan de Firnhaberstraße ten zuidoosten van Augsburg Hauptbahnhof een onderhoudscentrum, waarbij ook de treinen van de Bayerische Oberlandbahn (BOB) worden onderhouden en gereinigd.
Meridian heeft servicebalies in Bad Endorf, Holzkirchen, München, Rosenheim en Übersee.

## Materieel

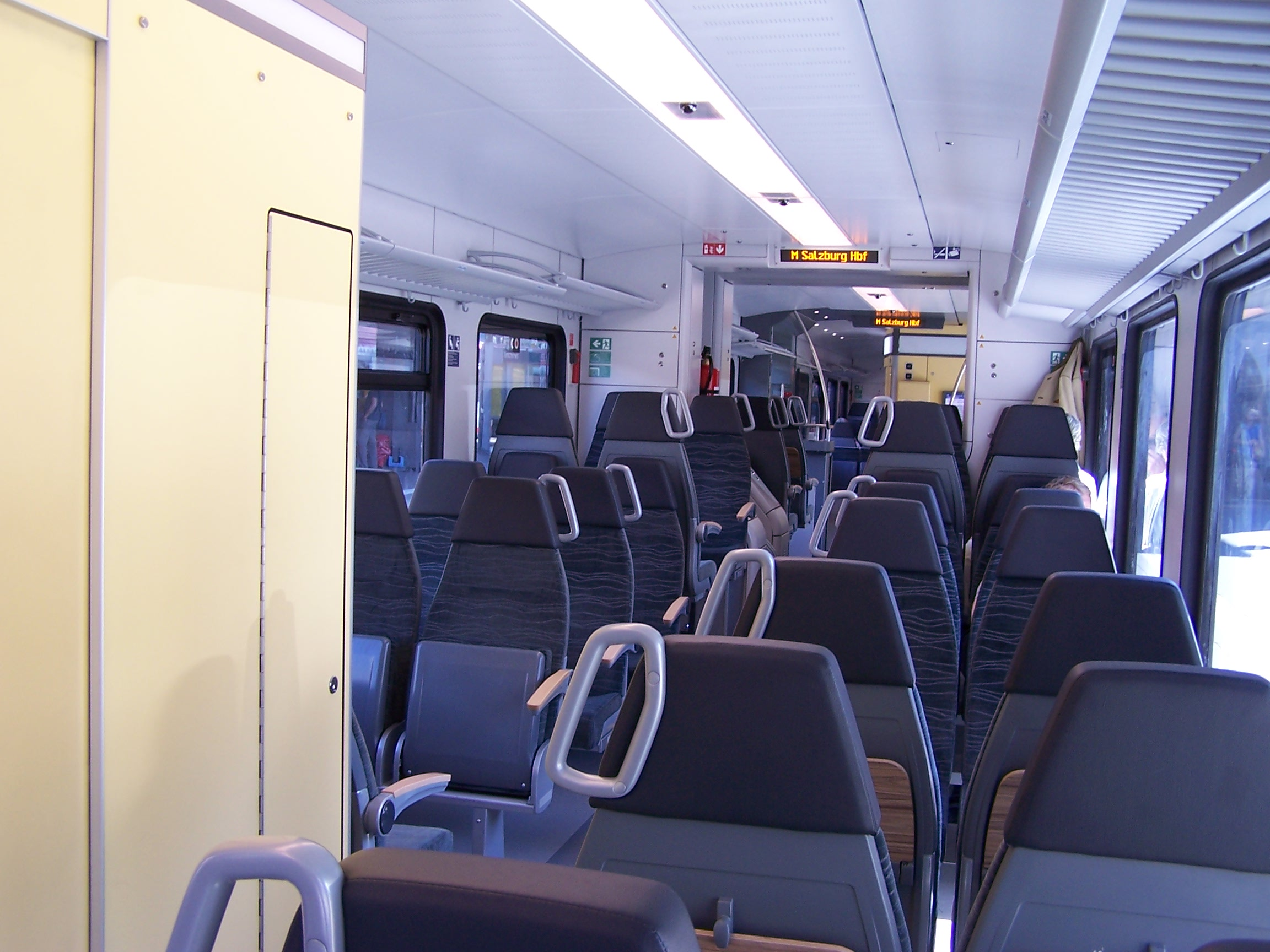
2de klas gedeelte in een FLIRT 3 van Meridian (2014)

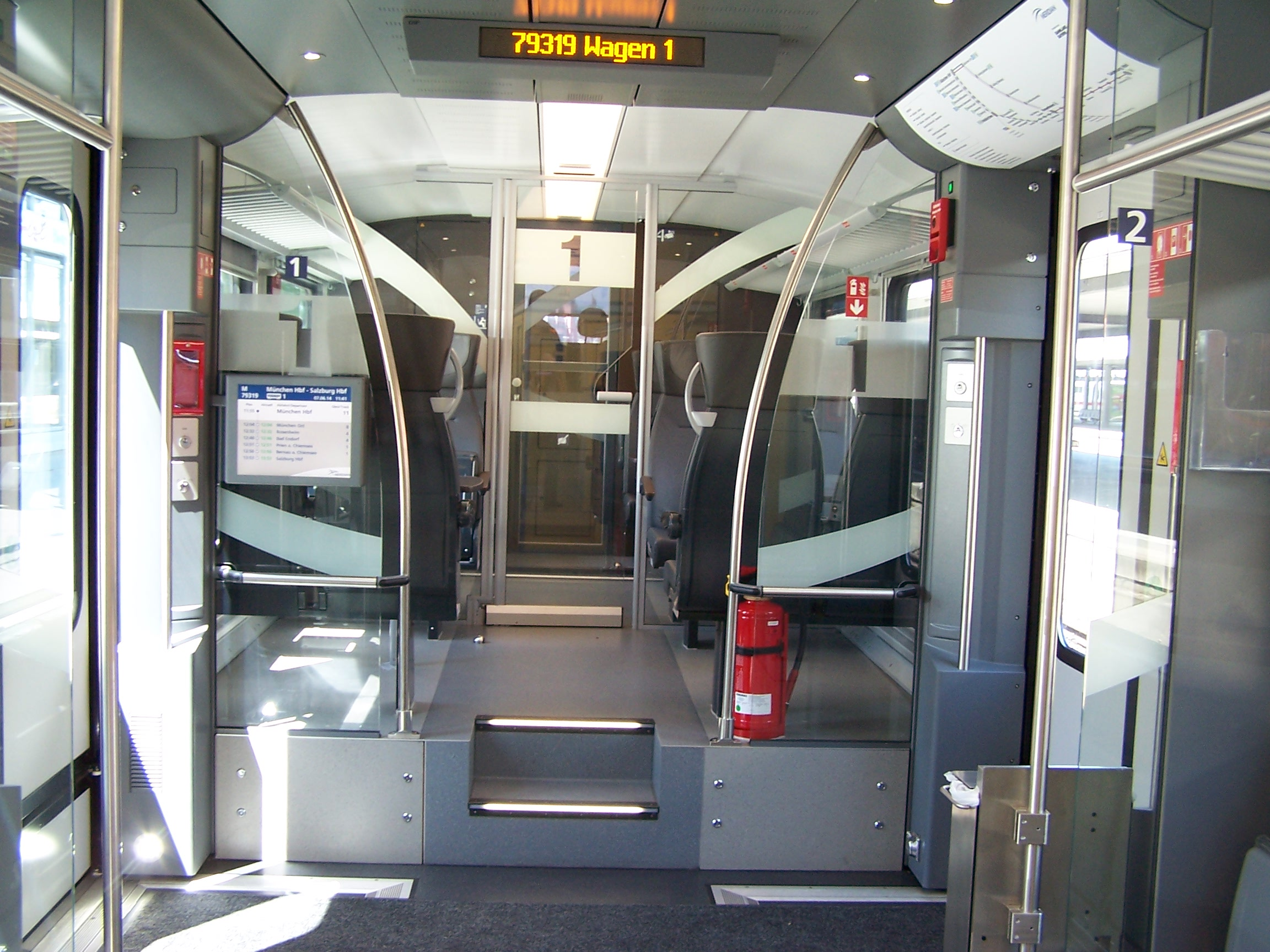
1ste klas gedeelte in een FLIRT 3 van Meridian (2014)

### Stadler FLIRT 3
Voor de "E-Netz Rosenheim" bestelde Veolia in totaal 35 elektrische treinstellen van het type FLIRT 3 met een waarde van €200 miljoen bij Stadler Rail. Zeven treinstellen zijn driedelig (nummers 351-357) en beschikken over 158 zitplaatsen, de overige 28 zijn zesdelig (nummers 301-328) en hebben 333 zitplaatsen. In de spitsen rijden sommige diensten met drie stellen waardoor er 999 zitplaatsen ter beschikking zijn. Het eerste treinstel werd vanaf april 2013 getest op de testbaan in Velim.
Vanaf begin mei 2014 waren de meesten van de 35 treinstellen gereed voor exploitatie. Ze werden regulier ingezet op de betreffende lijnen. Sinds eind juni 2014 zijn alle treinen in gebruik, waardoor ook op de Mangfalltalbahn een directe verbinding naar München kan worden aangeboden. De 35 treinstellen werden op 31 juli 2014 voor ongeveer €200 miljoen door Veolia aan leasemaatschappij Alpha Trains verkocht en weer terug geleased.
De elektrische treinstellen van het type FLIRT 3, die Meridian gebruikt, zijn gebouwd in de Stadler-fabriek in Berlijn-Pankow. De maximumsnelheid van de treinen bedraagt 160 km/h, heeft een eerste klas en een multifunctionele ruimte (fietsenstalling). De vloot omvat 28 zesdelige treinstellen met een lengte van 107 meter en 333 zitplaatsen evenals zeven driedelige treinstellen met een lengte van 59 meter en 158 zitplaatsen. Wanneer er drie zesdelige treinstellen worden gekoppeld heeft de trein een gezamenlijke lengte van 321 meter en 999 zitplaatsen.
In het verleden kreeg Meridian meerdere male kritiek op de technische gebreken van deze treinen. Daarom is er in München-Freimann een extra "onderhoudspunt" ingericht. Hierdoor kan een trein sneller gerepareerd worden, zonder dat de trein eerst naar Regensburg moesten rijden waar Meridian een onderhoudscentrum had. Het onderhoudscentrum is naar Augsburg verhuisd. Op de achtergrond zijn een reeks storingen in het recente verleden. Begin februari 2016 maakte de Bayerische Oberlandbahn bekend, dat 10 van de 35 treinen door diverse storingen niet ingezet konden worden. Korte tijd later waren de meesten treinen weer op de baan te vinden.
De treinstellen 325 en 255 zijn door het treinongeval bij Bad Aibling dusdanig zwaar beschadigd dat deze treinen gesloopt zijn.

### Materieelinzet in het begin

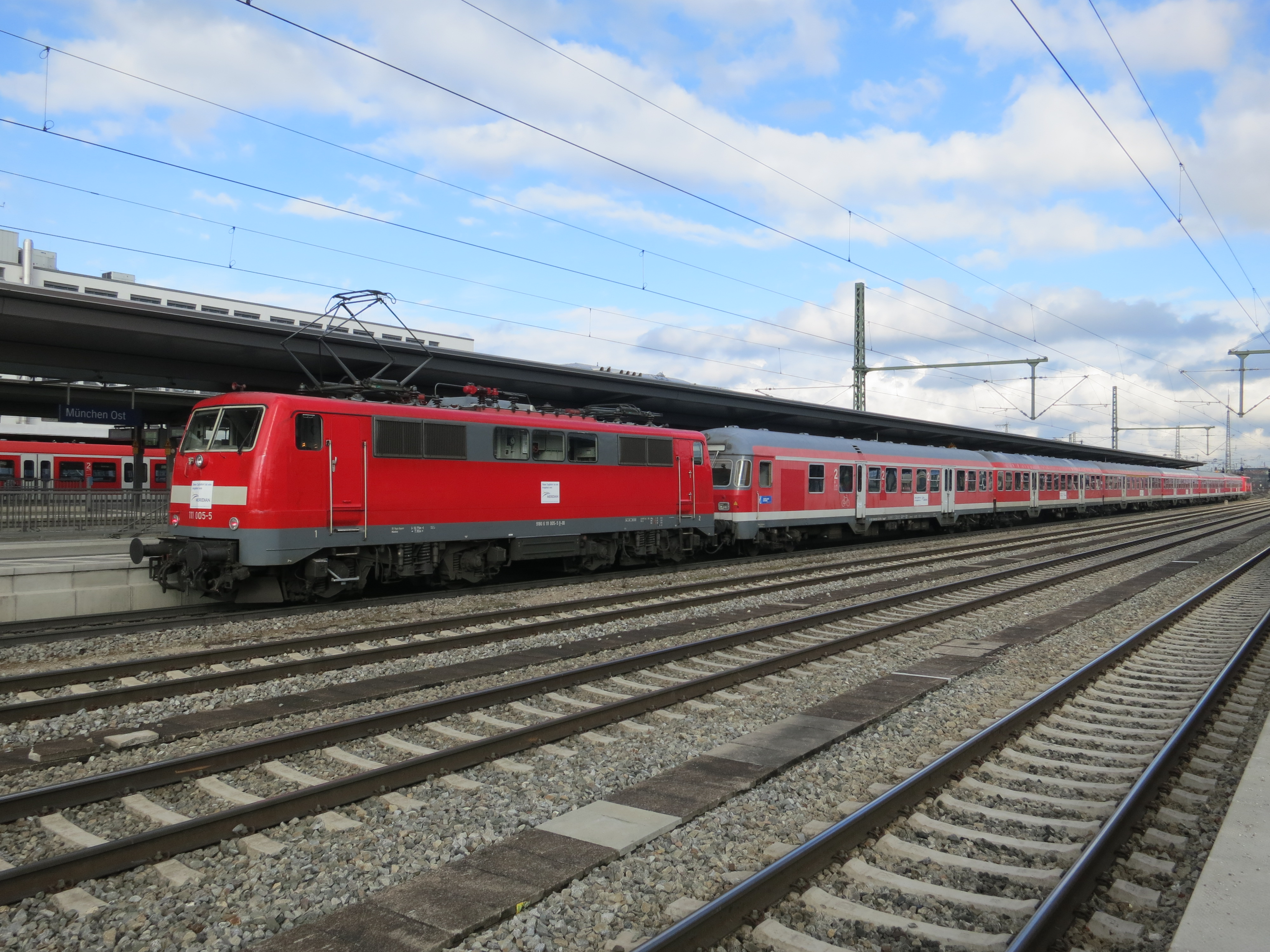
Baureihe 111 met N-rijtuigen als tijdelijke trein bij Meridian (2014)

De voorbereidingen voor de exploitatie liep volgens diverse mediaberichten moeizaam. Zo beschikte Meridian bij de start op 15 december 2013 maar over 15 van de 35 bestelde treinstellen, omdat de bouwer nog niet voldoende toelatingen had gekregen. Zes van de 15 treinstellen nam Veolia wegens vele storingen (deels ook invloed hebbende op de veiligheid) niet af. Van de nieuwe geleverde FLIRT-treinstellen waren er vier al op 16 december 2013 uit dienst genomen door beschadigingen aan de elektronica, problemen met de remmen en door bedieningsfouten gevolgde schade aan de stroomafnemers.
Als vervangingsplan was de basis de geleverde en toegelaten 15 FLIRT-treinstellen. Voor de defecte treinstellen werden acht andere treinstellen gehuurd. De treinstellen de gehuurd werden waren onder andere de ingezette locomotief Baureihe 111 met N-rijtuigen van DB Regio evenals City-Shuttle-Inlandswagen van de ÖBB die voor Meridian al op de lijnen München - Salzburg / Kufstein werden ingezet. Op deze verbindingen werden ook een dubbeldekstrein van metronom en een Stadler KISS van ODEG ingezet. Op de Mangfalltalbahn werden er dieseltreinstellen van het type Coradia Continental van de NordWestBahn ingezet. De voormalige S27 tussen München en Deisenhofen wordt geëxploiteerd met elektrische treinstellen van het type Baureihe 423 die al door de S-Bahn München op die verbinding werden ingezet.

## Ongeval bij Bad Aibling

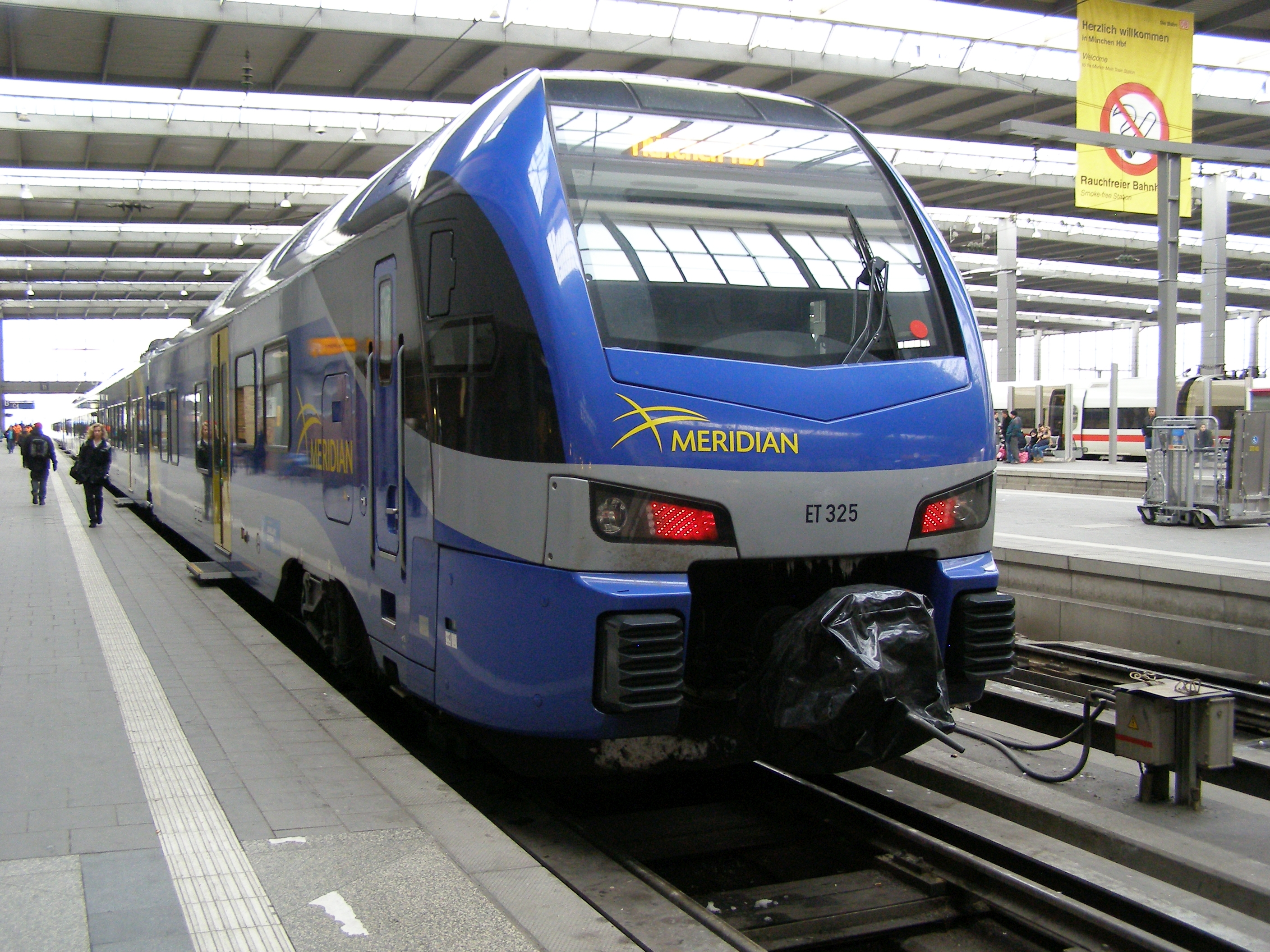
De verongelukte Meridian ET 325 in München Hbf op 10 februari 2015

Op 9 februari 2016 botsten twee treinen van Meridian frontaal op elkaar bij Bad Aibling. Door een fout van de treindienstleider werd de trein richting Holzkirchen toestemming gegeven om het enkelsporige traject op te rijden. De trein uit de richting Holzkirchen had 4 minuten vertraging en bevond zich nog op het traject. Door een onoverzichtelijke bocht zagen beide machinisten elkaar te laat waardoor de twee FLIRT 3-treinstellen frontaal op elkaar botsten. Er vielen 12 doden en er raakte 85 mensen gewond waarvan 24 zwaargewond.
Als voorlopige vervanging voor beide verongelukte treinstellen worden sinds medio maart 2016 door treinstellen van het type Baureihe 460 van de Mittelrheinbahn vervangen. Ze rijden op de verbinding München - Diesenhofen waardoor het ontstane gat in de exploitatie werd opgevuld. Na een korte termijn werden ze weer teruggegeven en door twee Coradia Continenal-treinstellen van Mitteldeutsche Regiobahn vervangen. National Express stelde in mei eveneens een treinstel met oude Reichs- en Bundesbahnrijtuigen ter beschikking, die tot december 2016 bij Meridian blijven zal.